# Smiliorachis variegata
Smiliorachis variegata är en insektsart som beskrevs av Leon Fairmaire. Smiliorachis variegata ingår i släktet Smiliorachis och familjen hornstritar. Inga underarter finns listade i Catalogue of Life.